# Latil TAR H2
Il Latil TAR H2 era un trattore d'artiglieria pesante e veicolo da recupero francese, utilizzato durante la seconda guerra mondiale.

## Storia
Nel 1932 la Latil sottopose a prove due nuovi trattori d'artiglieria (Tracteur d'Artillerie Roulant, TAR: trattore d'artiglieria ruotato): il TAR H1, con il motore B5 del Latil TAR 5, ed il TAR H2, con motore F (un B5 rialesato a 110 mm). Per entrambi il telaio era quello del TAR 5 alleggerito, con quattro grandi ruote tutte motrici e sterzanti; l'innovazione principale era rappresentata dai grandi pneumatici 270×28 in sostituzione delle gomme piene. Il trattore in versione H2, con un nuovo demoltiplicatore per ottenere una velocità su strada leggermente superiore, venne adottato dall'Armée de terre nel 1934 per il traino delle artiglierie pesanti quali il cannone da 155 mm L Mle 1917 GPF, per il quale divenne lo standard, ma anche di pezzi quali il 220 mm L Mle 1917 ed il 75 mm CA Mle 1932.
La progressiva entrata in servizio del Laffly S35T permise di liberare parte dei Latil dal traino dei pezzi da 155 mm e, secondo i programmi di guerra conseguenti all'invasione della Francia nel 1940, parte di essi venne assegnata anche al ruolo di veicolo da recupero pesante per le unità motorizzate ed al traino del nuovo cannone contraereo Schneider 90 mm CA Mle 1939.
Dopo la resa della Francia, i TAR H2 vennero reimpiegati dalla Wehrmacht come mezzi di preda bellica.
Il mezzo venne realizzato anche in versioni civili, utilizzate per il traino stradale di carichi eccezionali e rimorchi ribassati, come spazzaneve e come trattore forestale.

## Tecnica
Il telaio, pesante nudo 4.500 kg, era lungo 5.808 mm, con una carreggiata di 1.820 mm, un interasse di 3.000 mm ed un'altezza dal suolo a 800 mm. Le 4 ruote motrici, dotate di pneumatici 270×28, erano tutte sterzanti e consentivano un raggio di sterzata ridotto a 5,5 m. Gli assi erano ammortizzati su balestre. Per aumentare l'aderenza su terreni cedevoli e neve sulle ruote potevano essere montate le catene ORIAM. Il motore a benzina Latil F era un 4 cilindri monoblocco, con alesaggio di 110 mm e corsaf di 160 mm, raffreddato ad acqua, che azionava un cambio a 5 marce avanti ed una indietro, con frizione monodisco. Il conduttore azionava il blocco dei due differenziali dalla cabina.
La cabina era di tipo rigido, mentre nel cassone posteriore telonato prendevano posto, su due panche affrontate, i serventi del pezzo, che potevano accedere, oltre che dal fondo, anche da uno sportello sul lato destro. La capacità di carico era di 3.000 kg, quella di traino era di 64 t su una pendenza del 6% e del 38 su una pendenza del 10%.
Il mezzo era dotato di argano, utilizzato per lo spostamento dei pezzi di artiglieria o per spostare il trattore stesso. L'argano era disponibile, su richiesta, anche sulle versioni civili, in particolare per i lavori forestali. Il trattore era dotato di un gancio di traino posteriore e di uno anteriore, con blocco di sicurezza e molla ammortizzante.